# Tipula (Pterelachisus) niitakensis
Tipula (Pterelachisus) niitakensis is een tweevleugelige uit de familie langpootmuggen (Tipulidae). De soort komt voor in het Oriëntaals gebied.